# 莫斯科中央环线
莫斯科中央环线（俄語：Московское центральное кольцо，羅馬化：Moskovskoe tsentralnoe koltso），舊稱小環市鐵路（羅馬化：Maloye koltso Moskovskoi zhyelyeznoi dorogi），是俄羅斯首都莫斯科一條環形鐵路，在莫斯科地铁系统中被称做莫斯科地铁14号线。全線位於莫斯科環城公路以內，全長54公里。建设于1902年，启用于1908年。在之后的很长一段时间里，这条铁路是一条以货运为主的混用铁路，設有12個車站。自1934年起，该线路结束客运服务。进入21世纪后，这条线路被改造为以通勤为主的客运铁路。

路线图

2016年9月10日，该线路正式开行通勤列车。

## 历史

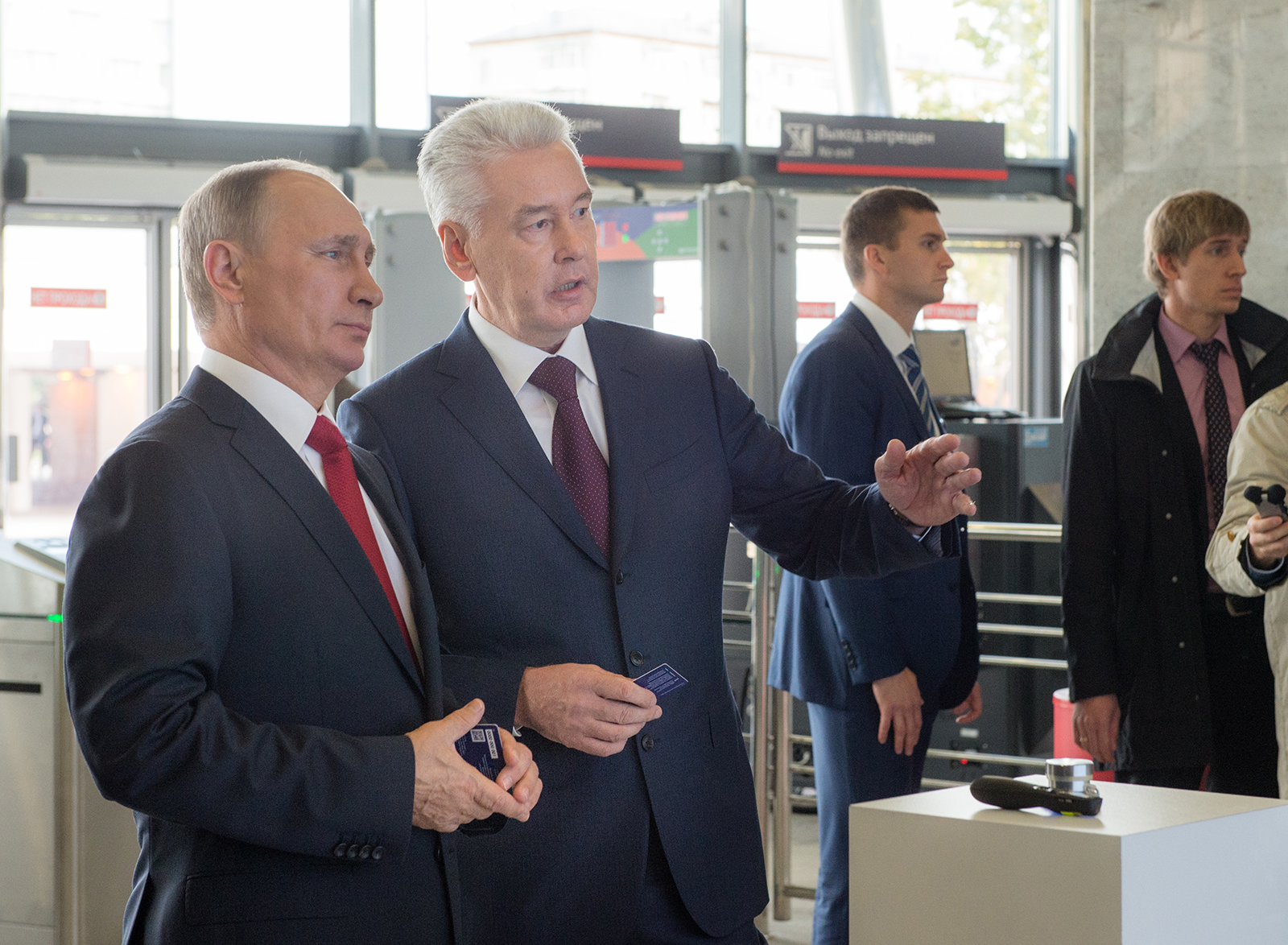
普京和莫斯科市长謝爾蓋·謝苗諾維奇·蘇比雅寧在小环市铁路的开通典礼上

1800年，莫斯科的外围区域逐渐形成。但随着莫斯科市郊的部分地区（如索科尔尼基区）逐渐融入只有北稀疏人口聚居地包围的莫斯科，造成了彼此之间交通方面的困难。因此，一系列建设铁路的议案于1860年代至1870年代之间不断地被提出，但总以“效率低下”为由而被拒绝。但随着交通问题的不断严重和明显，时任沙皇尼古拉二世甚至亲自传达了想要建设这条铁路的愿望。工程最终以彼得·拉舍夫斯基的方案在莫斯科市郊建设了一条长54.4千米的环形铁路。
工程建设始于1902年，竣工于1907年，并于1907年7月开行列车。工程于1908年宣布完工，并成为十月铁路局除莫斯科－聖彼得堡鐵路这条主线外另一条运营的支线铁路。每日开行四班列车，列车从尼古拉耶夫斯基站开出，在位于环线的普列斯妮娅站解编成两组，一组以顺时针方向运行，另一组则以逆时针方向沿该线路运行。
1906年这部分铁路由原来的莫斯科－聖彼得堡鐵路划为莫斯科-库尔斯克铁路的一部分。1934年线路以各自区间分段运行。1955年整条线路被划为莫斯科铁路局管理。而线路的名称“莫斯科小环市铁路”则产生于第二次世界大战时期，为与刚建成的长584千米的莫斯科大環市鐵路消除歧义而启用。
从1917年至1960年间，莫斯科小环市铁路被作为莫斯科市区新的城市分界线。而在1960年，边界线的地位被更外围的莫斯科環城公路的建成而取代。

### 线路改造

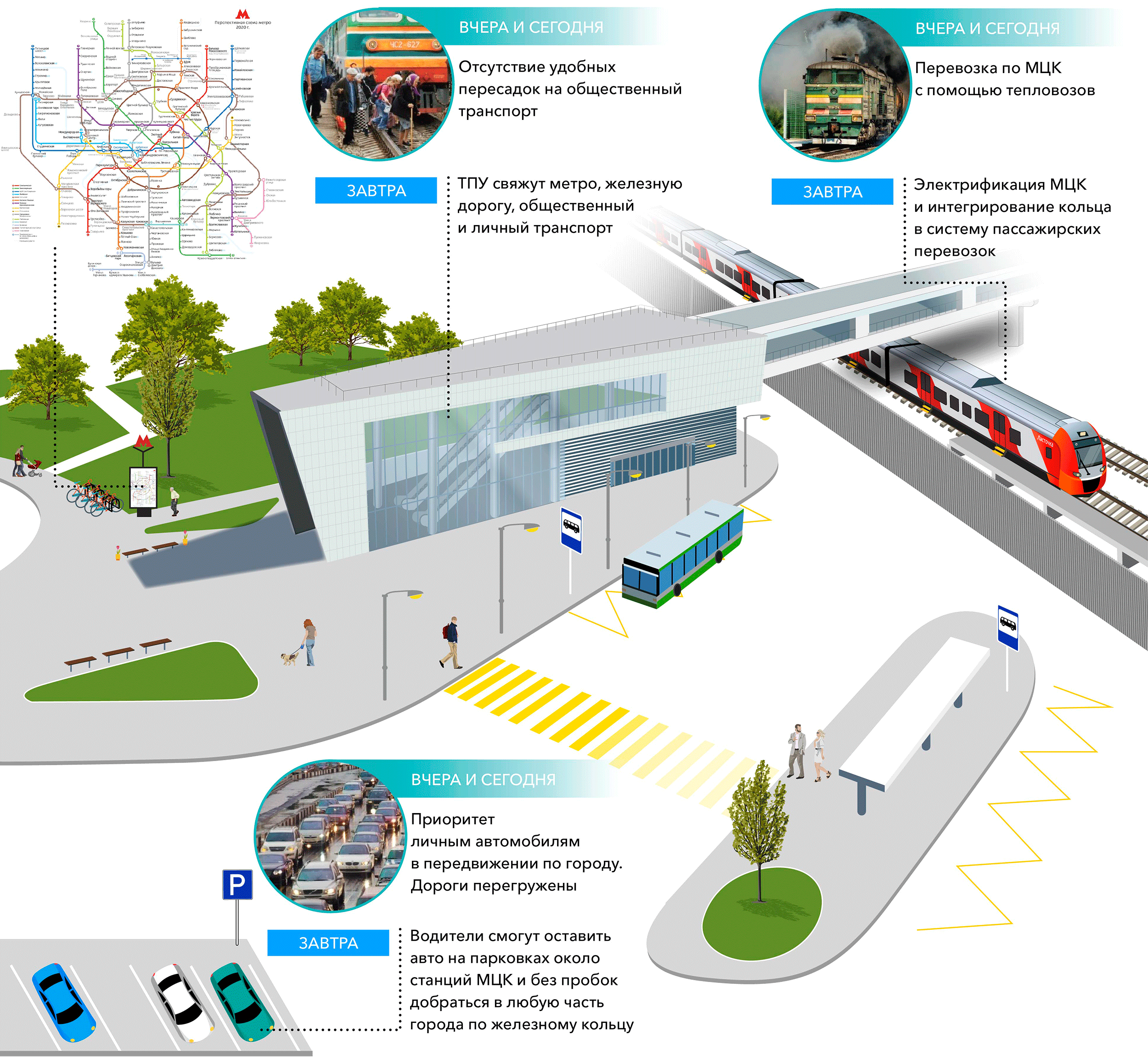
一个换乘车站的示意图

原本2013-2016年的线路改造工程只是将小环市铁路改造成一条客货混跑的铁路，但莫斯科市长苏比亚宁和梅德韦杰夫于2012年在奧金佐沃的会晤决定改变原有的计划，并将原定竣工日期延后至2020年，改造内容包括：
- 以3千伏直流架空电缆的方式实施铁路电气化
- 新建客运车站并对既有车站进行改造
- 在线路的北部建设第三线
- 在莫斯科市郊站（俄语：Подмосковная (станция)）附近新建动车运用所
- 在莫斯科大环市铁路北侧新建复线并对车站进行提档改造以做莫斯科铁路货运外迁所用
- 对线路进行高架化
- 新设计专门用于通勤的列车（ЭС2Г型雨燕号快速列车（俄语：Ласточка (электропоезд)））
- 建设与莫斯科地铁车站换乘通道，并在条件合适的地区建设配套公交换乘枢纽、公共停车场等设施

更改后的升级计划最终于2008年和2011年在时任俄罗斯总理普京的同意之下分别被被莫斯科铁路局与莫斯科市政府签署。改造工程于2012年开始，而客运列车于2016年第三季度开通。
目前，莫斯科中央环线全线54公里已经投入服务，2019年莫斯科中央环线全部31个车站开通。

## 运营

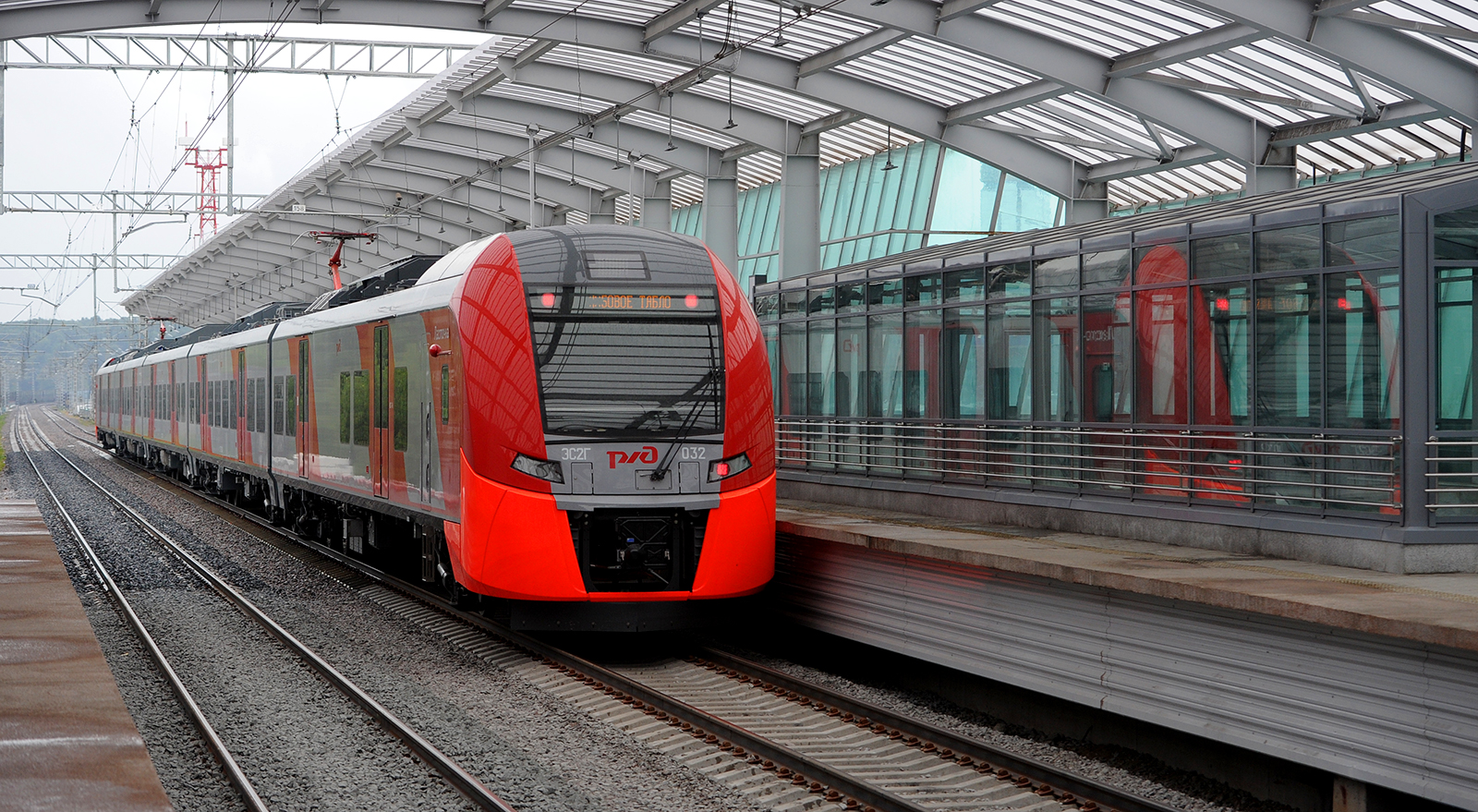
ES2G型动车组列车驶离卢日尼基站

莫斯科小环市铁路与莫斯科地铁形成无缝换乘，使用三套车卡在两种系统中换乘将会像地铁和莫斯科单轨之间那样便捷。
根据莫斯科副市长提供的信息称，近130对列车将会在小环市铁路上运行，高峰期列车间隔5至6分钟，平峰时段列车间隔为10至15分钟。而线路运营时间则会与莫斯科地铁相同，为早上六点至次日凌晨1点。
2016年9月12日，也就是线路开通后第一个工作日，全日客流量约33万人次。9月15日，累计客流量突破100万人次。根据预测，莫斯科小环市铁路的每日客流将会在2016年年末达到40万人次。截止至2025年，客流将会提高至每年3亿人次。

## 車站列表

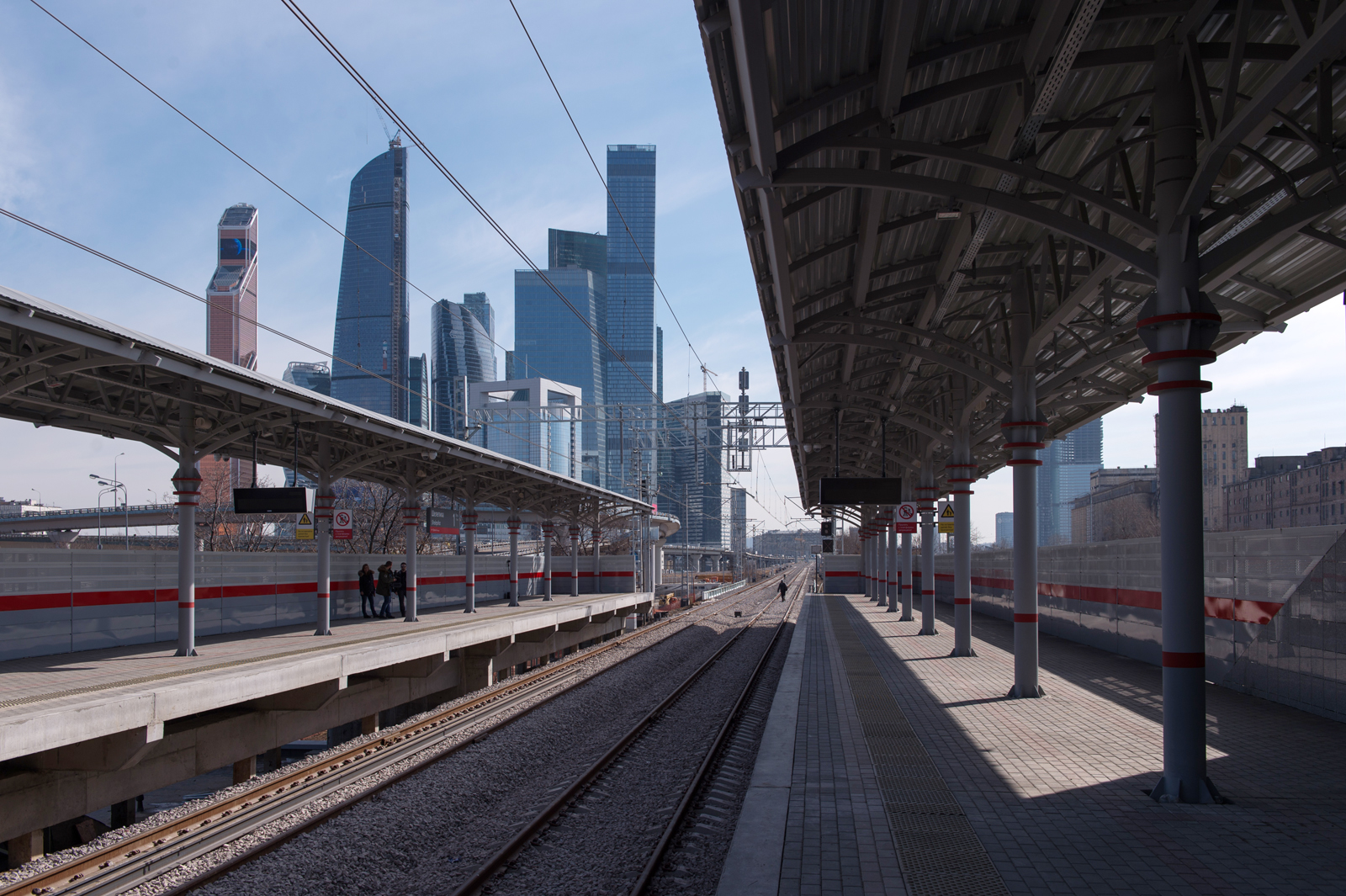
莫斯科国际商务中心附近的车站

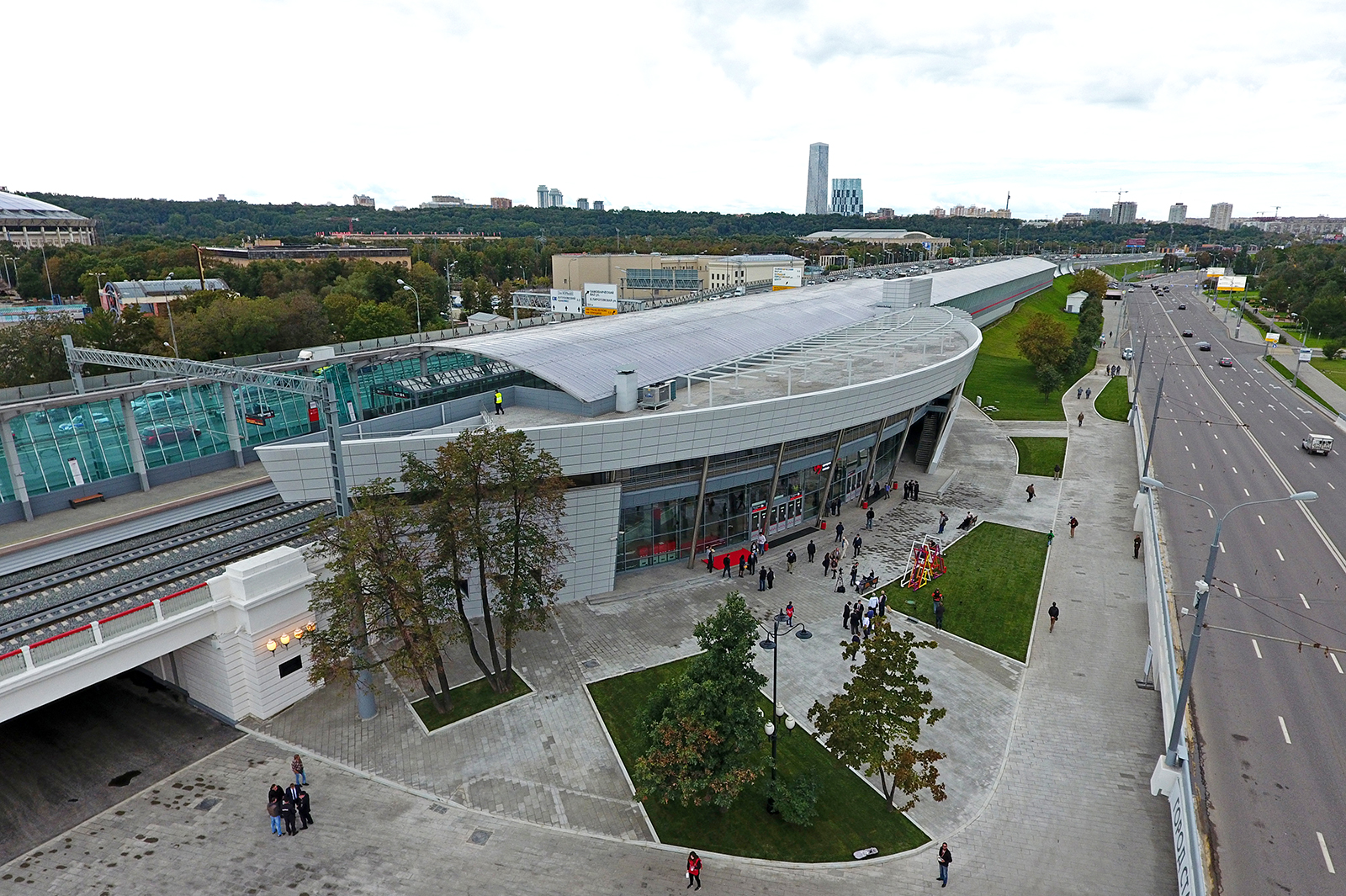
卢日尼基站

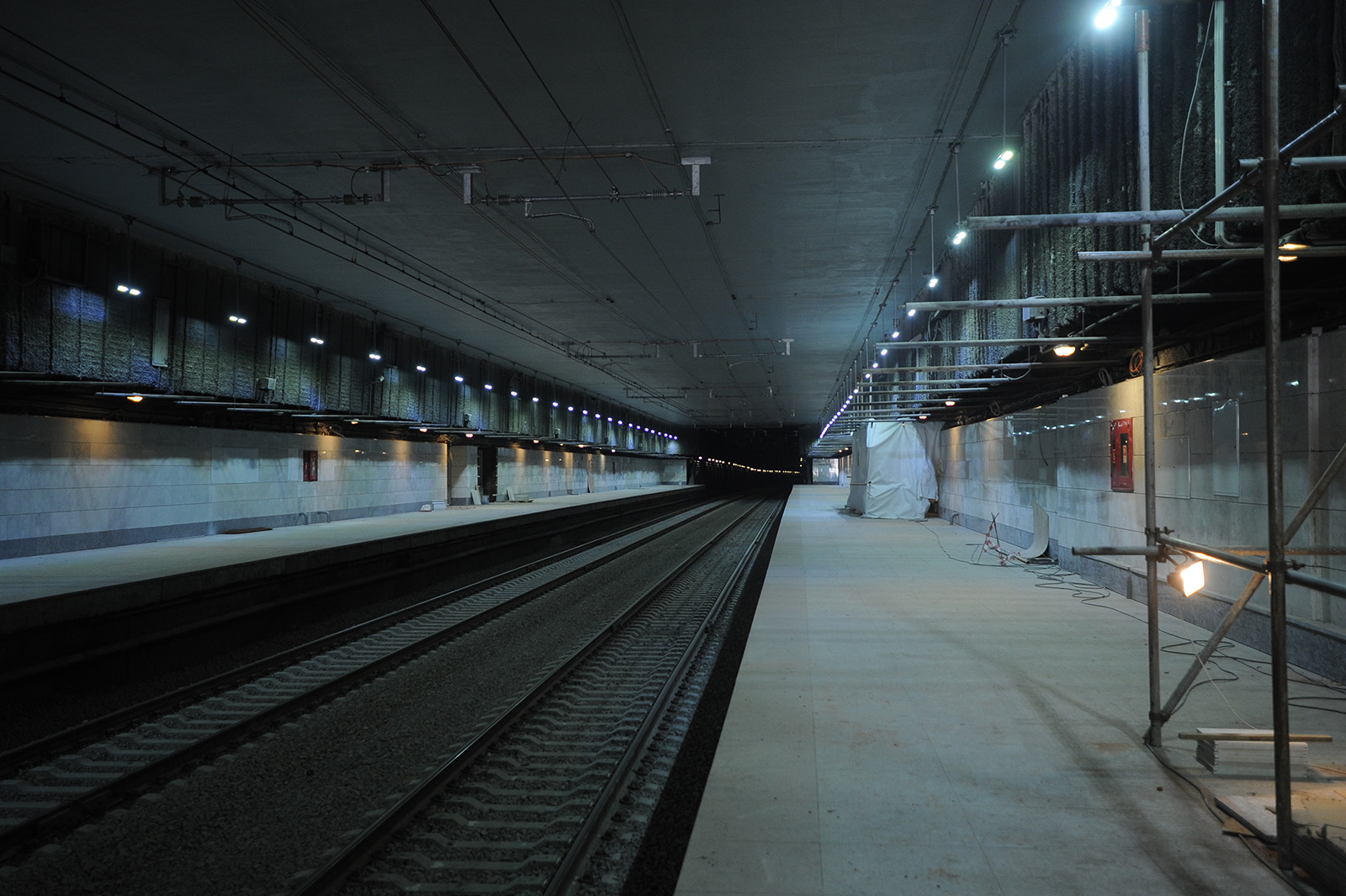
加加林广场站

莫斯科中央環線設有31個車站，其中17个可与莫斯科地铁车站换乘，部分车站的站址与1908年线路开通时略有不同。全線都位於莫斯科市內。
| 中文站名           | 俄文站名 | 英文站名 | 接續路線                                        | 所在地               |
| ------------------ | -------- | -------- | ----------------------------------------------- | -------------------- |
| 環形線             |          |          | （環形線，出站轉乘）                            | 東北行政區、北行政區 |
| 弗拉德金諾         |          |          | （弗拉德金諾）                                  | 東北行政區           |
| 植物園             |          |          | （植物園，出站轉乘）                            | 東北行政區           |
| 羅斯托金諾         |          |          |                                                 | 東北行政區           |
| 白石               |          |          |                                                 | 東行政區             |
| 羅科索夫斯基林蔭路 |          |          | （羅科索夫斯基林蔭路，出站轉乘）                | 東行政區             |
| 火車頭             |          |          | （切爾基佐沃）                                  | 東行政區             |
| 伊兹邁洛沃         |          |          | （游擊隊，出站轉乘）                            | 東行政區             |
| 獵鷹山             |          |          |                                                 | 東行政區             |
| 熱情公路           |          |          | （熱情公路，出站轉乘）                          | 東行政區             |
| 安德羅諾夫卡       |          |          |                                                 | 東行政區             |
| 下諾夫哥羅德       |          |          | （下諾夫哥羅德）                                | 東南行政區           |
| 新霍赫羅夫卡       |          |          |                                                 | 東南行政區           |
| 烏格列沙           |          |          | （伏爾加格勒大道，出站轉乘）                    | 東南行政區           |
| 杜布罗夫卡         |          |          | （杜布罗夫卡，出站轉乘）                        | 東南行政區           |
| 汽車廠             |          |          | （汽車廠，出站轉乘）                            | 南行政區             |
| 利哈喬夫工廠       |          |          |                                                 | 南行政區             |
| 上科特利           |          |          | （納加金諾，出站轉乘）                          | 南行政區             |
| 克里米亞           |          |          |                                                 | 南行政區             |
| 加加林廣場         |          |          | （列寧大道）                                    | 南行政區             |
| 盧日尼基           |          |          | （運動，出站轉乘）                              | 中央行政區           |
| 庫圖佐夫           |          |          | （庫圖佐夫）                                    | 中央行政區           |
| 商務中心           |          |          | （國際）                                        | 中央行政區           |
| 謝列彼哈           |          |          | （謝列彼哈，出站轉乘）                          | 中央行政區           |
| 霍罗绍沃站         |          |          | （波列扎耶夫，出站轉乘） （霍罗绍沃，出站轉乘） | 西北行政區、北行政區 |
| 佐爾格             |          |          |                                                 | 西北行政區、北行政區 |
| 潘菲洛夫           |          |          |                                                 | 西北行政區、北行政區 |
| 斯特列什涅沃       |          |          |                                                 | 西北行政區、北行政區 |
| 波羅的海           |          |          | （沃伊科夫，出站轉乘）                          | 北行政區             |
| 科普捷沃           |          |          |                                                 | 北行政區             |
| 利霍博雷           |          |          |                                                 | 北行政區             |
| 環形線             |          |          |                                                 | 參見上面             |